# Buckey O'Neill Cabin
Pour les articles homonymes, voir O'Neill.
La Buckey O'Neill Cabin est une cabane américaine située à Grand Canyon Village, dans le comté de Coconino, en Arizona. Construite au début des années 1890 par Buckey O'Neill, elle est connectée au Bright Angel Lodge en 1935, probablement sous la supervision de Mary Colter. Protégée au sein du parc national du Grand Canyon, elle est inscrite au Registre national des lieux historiques depuis le 29 octobre 1975 et constitue une propriété contributrice au district historique de Grand Canyon Village depuis le 20 novembre de la même année.